# فشل التقييم
فشل التقييم (Failure assessment)، كما تستخدمت في سياق تصميم نظم البرمجيات، هو علم تحديد الظروف التي تفشل فيها خوارزمية محددة ثم تصحيح هذه القضية. ويرتبط بشكل مباشر بمفهوم دقة الخوارزمية ومتانة بنيتها، والموثوقية.